# 214-я стрелковая дивизия (2-го формирования)
214-я стрелковая Кременчугско-Александрийская Краснознамённая, орденов Суворова, Богдана Хмельницкого дивизия — воинское соединение РККА в Великой Отечественной войне.
На основании постановления Государственного Комитета Обороны от 22 ноября 1941 г. и директивы Народного комиссара обороны №орг/3214 на территории Башкирской АССР (Южно-Уральский военный округ) было начато формирование 433-й стрелковой дивизии. Дивизию формировал генерал-майор Бирюков Н. И. и комиссар дивизии — полковой комиссар Соболь А. Ф. Штаб дивизии располагался в здании уфимской школы № 38 по улице Октябрьской революции, 7.
9 января 1942 г. 433-я стрелковая дивизия была переименована в 214-ю стрелковую дивизию.
Дивизия укомплектовывалась в основном за счёт новобранцев весеннего (1942 года) призыва юношей 1923 года рождения и мобилизованных мужчин старшего возраста, многим из которых в своё время не пришлось служить в Красной Армии. Предварительную военную подготовку прошли ускоренно.
Дивизия должна была быть передислоцирована из г. Уфа (Юж.-УрВО) на ст. Рузаевка (МосВО) в период с 26 апреля 1942 до 9 мая 1942. К 9 мая все подразделения прибыли в г. Сталиногорск, где дивизия вошла в состав 1-й Резервной армии.

## Боевой путь

### Бои в Большой излучине Дона
Директивой Ставки ВГК № 994103 от 9 июля 1942 г. 10.07.42 г. 1-й Резервная армия была переименована в 64-ю Армию, включённую в состав Сталинградского фронта.
Директивой Ставки ВГК № 994111 от 12 июля 1942 г. 64-й Армии в составе: 131 сд, 229 сд, 29 сд, 18 сд, 214 сд и 112 сд надлежало прибыть в г. Сталинград. Дивизия разгрузилась из вагонов на ст. Донская (г. Калач-на-Дону), Музга, Рычков 16 июля 1942 г. и пешим маршем отправилась занимать исходные позиции на рубеже обороны.
Первое боевое крещение дивизия приняла в ходе сражения в Большой излучине Дона (24 июля 1942). Согласно оперативной сводке № 204 ГШКА на 8.00 23.07.42 г. «…214 сд, сменив части 196 сд 62-й Армии, приступила к занятию обороны на рубеже Нижне-Солоновский — Пристеновский (30 км сев.-вост. нп Тормосин), имея передовой отряд по р. Цимла».
23 июля в 15.00 Передовые отряды дивизии вошли в соприкосновение с противником в районах: Александровка, Чернышковский, Верхне-Аксёновский.

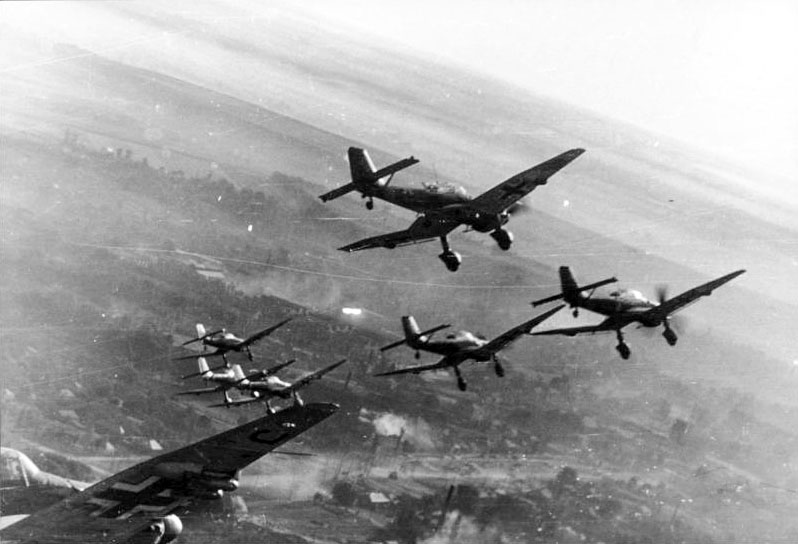
Звено Junkers Ju 87 на Восточном фронте

В период с 23 по 27 июля дивизия вела тяжёлые оборонительные бои с частями 71-й пехотной дивизии 51-го армейского корпуса. Наступление пехоты противника было поддержано массированным артогнем и атаками штурмовой авиации (на илл.). Предварительно подготовленных оборонительных сооружений дивизия не имела.
После того как 25 июля противнику удалось прорвать оборону соседней правофланговой 229-й стрелковой дивизии и нависла угроза прорыва противника к станице Нижне-Чирской.
.
26 июля был отдан приказ об отводе 214-й сд на восточный берег р. Дон.

«26 июля 214-я стрелковая дивизия, находясь в полуокружении, стала отходить к Дону. 140-й минометный полк прикрывал огнём её отход. Около 12 часов подошли к Дону. Немцы шли буквально следом. Личный состав полка с воинами некоторых подразделений других частей дивизии огнём из стрелкового оружия и гранатами отбивал яростные атаки гитлеровцев. Подошедшие резервы 64-й армии, отбросив врага от Дона, предотвратили уничтожение отходивших частей».
27 июля Командный пункт-«Дом Отдыха» 3 км южнее нп. Липовский. Переправа частей дивизии на восточный берег р. Дон
Части дивизии совершили переправу через р. Дон в районе Липовский, Плесовский, «Д. О.» ведя бой с противником. Переправа частей дивизии проходила на подручных средствах под ударами авиации противника и артиллерийско-миномётным огнем в течение 4 суток. Благодаря принятым мерам по обеспечению переправы части дивизии в основном переправили на левый берег р. Дон всю свою технику, но понесли большие потери[прояснить] в людском составе и технике. Дивизия заняла оборону по его восточному берегу, имея командный пункт в нп. Верхне-Рубежный.
Несколько выдержек из Оперативных сводок Генштаба Красной Армии за период с 04.08 по 12.08.1942 г.':

«214 сд с 15.00 3.8 приступила к смене частей 29 сд на участке [нп]Ромашкинский — р. Аксай Есауловский. (04.08.42 г.)
214 сд обороняла рубеж роща вост. нп Липовский — [нп]Чаусовский. (11.08.42 г.)
214 сд оборонялась по восточному берегу р. Дон на участке дом отдыха — устье р. Аксай Есауловский». (12.08.42 г.)

Ночью 13.08.42 г.'64-я армия, оставив усиленные передовые отряды на рубеже р. Дон и р. Аксай, отводила части правого фланга и центра на линию внешнего обвода сталинградского УР на рубеж Самодуровка — Ермохинский — Черноморов — Нижнекумский — Громославка — (иск.) выс. 124,0.
214-я дивизия была выведена в резерв Сталинградского фронта и передислоцирована на новый рубеж обороны в составе 4-й Танковой Армии.
Боевым распоряжением 4 ТА № 00731 полученным в 17.35 18.08.42 г. дивизия получила задачу — части поднять по тревоге и форсированным маршем двигаться по маршруту нп. Паньшино, Верх. Гнилой, имея задачу уничтожить прорвавшегося противника через р. Дон.
Дивизия в ночь 19.08.42 г. совершила форсированный марш в район Паньшино.
Извлечение из Оперативной сводки Генштаба Красной Армии № 231 на 8.00 19.08.42 г.:

«214 сд в 17.00 18.8 выдвигалась для уничтожения противника в районе Трёхостровская»
В период с 19.08 по 21.11.1942 г. 214-я стрелковая дивизия вела ожесточённые бои с противником на рубеже с. Паньшино — Верхне Гниловский — выс. 56,8. В это время дивизия входила в состав 4-й Танковой Армии (до 09.10.42 г.), 1-й Гвардейской Армии (до 16.10.1942 г.) и 24-й Армии.

### Операция «Уран»
В 8 ч. 30 мин. 22 ноября 1942 г. 24-я армия Донского фронта перешла в наступление из района с. Паньшино (Городищенского района Сталинградской области) в общем направлении на нп. Вертячий.
В течение с 22.11.42 по 28.11.42 г. 214-я стрелковая дивизия вела тяжёлые кровопролитные бои за освобождение нп. Верхне-Гниловский, Нижне-Гниловский (в настоящее время с. Донское).
Извлечение из Оперативной сводки Генерального Штаба Красной Армии № 332 на 8.00 28.11.42 г.:

«214 сд к 11.00 27.11 овладела районом Нижне-Гниловский (6 км сев.-вост. нп Вертячий)».
Именно в этих боях за высоту 56,8 совершила свой подвиг медсанинструктор 780-го стрелкового полка 214-й стрелковой дивизии Гуля Королёва.
В течение декабря 1942 г. войска Донского фронта совместно с армиями других фронтов, участвовавших в окружении немецкой 6-й армии, сжимали кольцо и готовились к операции по уничтожению окружённой группировки врага. В начале января 1943 г. 214-я стр. дивизия была переведена в состав 65-й армии и занимала позицию на левом фланге армии у отметки 121,3 (в 5 км западнее нп. Западновка).

### Операция «Кольцо»
Утром 10 января 1943 г. после 55-и минутной артподготовки войска Донского фронта перешли в наступление одновременно со всех направлений. 214-й дивизии предстоял тяжёлый бой на рубеже совхоза № 1. 214 сд, вклинившись в оборону противника на глубину до 4 км, к 16 часам 10.01.43 г. вела бой на рубеже: зап. окраина совхоза № 1 — высота 117,5 (4 км сев.-зап. нп Западновка). Противник, с отчаянием обречённых оказывал упорное сопротивление, отражая атаки советских войск. Но к исходу 12.01.43 г. дивизия овладела совхозом и отбив 4 контратаки гитлеровцев 13.01 вышла к Западновке.
Дальше дивизия продвигалась с боями до предместий Сталинграда — посёлков Александровка, Городище, Красный Октябрь и вышла к балке Вишнёвой в районе Спартановки, где натолкнулась на яростное сопротивление противника.
1 февраля под натиском советских войск прекратила своё сопротивление южная группировка немцев в Сталинграде во главе с Паулюсом. Последним очагом обороны остались части северной группы генерала Штреккера (остатки двенадцати дивизий) в районе заводов «Тракторного» и посёлка Баррикады, которые отказались принять ультиматум советского командования.

«1 февраля на НП было необычное оживление. Наблюдательный пункт армии оборудован в основании насыпи окружной железной дороги. Стереотрубы выведены снизу между шпал. Прибыли Рокоссовский, Воронов, Телегин, Казаков. Все хотели видеть могучую работу артиллерии: только в 214-й восемь артполков усиления, свыше сотни орудий стояли на прямой наводке».— Батов П.И. "В походах и боях"
После предъявления таких «аргументов» немцы не устояли и 2 февраля 1943 г. северная группа войск противника капитулировала и боевые действия на берегу Волги прекратились.

### Белгородско-Харьковская наступательная операция
]
После Сталинградской битвы 214-я стрелковая дивизия была направлена в резерв и, претерпев несколько передислокаций, к июлю 1943 г. находилась в составе 53-й Армии Степного фронта.

Ставка Верховного Главнокомандования приказывает 53-ю армию т. Манагарова к утру 16 июля перебросить походом в район Скородного, где и развернуть её совместно с его 1-м мехкорпусом— из Директивы Ставки Верховного Главнокомандования № 30148 от 12.07.1943 г.
.

### Полтавско-Кременчугская операция
«Командующему 53 А энергично развивать наступление в общем направлении Кошубовка, Кобы, Козельщина, в обход Полтава с юга и выйти на фронт: 21.9.43 г. — Ворскла и овладеть переправами у Венцы, Лукишено; 22.9 — Михайлики, Нов. Сенжары; 23.9 — Пащенки, Марковка; 24.9 — Васильевка, Пригаревка и подвижными отрядами овладеть переправами на р. Днепр в районе Садки и Чикаловка.
Разграничительная линия справа: Куликовка, Полтава, Буяновка, Кременчуг, все пункты, кроме Куликовка, исключительно для 53 армии».— ОПЕРАТИВНАЯ ДИРЕКТИВА КОМАНДУЮЩЕГО СТЕПНЫМ ФРОНТОМ 20 сентября 1943 г. 19.30 НР 00668/оп
Что касается армий правого крыла — 5-й гвардейской и 53-й армии, находившихся на удалении 140 км от р. Днепр, — то они должны были передовыми отрядами захватить переправы и удерживать их до подхода главных сил. Темп наступления правофланговых армий предусматривался 25-35 км в сутки. Такой темп наступления был несколько завышен, так как 5-й гвардейской и 53-й армиям предстояло в течение четырёх дней форсировать с хода реки Ворскла и Псёл, овладеть крупными городами Полтавой и Кременчугом и затем форсировать Днепр. Решение такой задачи затруднялось ещё и потому, что в направлении Кременчуга отходили главные силы противника.

«22 сентября на рассвете войска 5-й гвардейской и 53-й армий приступили к форсированию Ворсклы. К семи часам на правый берег переправились части 9-й гвардейской воздушнодесантной, 95-й, 97-й и 13-й гвардейских стрелковых дивизий 5-й гвардейской армии. Здесь особенно отличились храбростью воины 95-й гвардейской дивизии. Одновременно с 5-й гвардейской армией через Ворсклу переправились части 214-й, 233-й и 299-й стрелковых дивизий 53-й армии».— "Записки командующего фронтом", Конев И.С.
К вечеру 22 сентября части 53-й армии овладели правым берегом реки на участке Черов, Климовка, Восточная Козуба и продолжали теснить противника в восточном направлении.
23 сентября 5-я гвардейская и 53-я армии овладели Полтавой.
К исходу 24 сентября войска 5-й гвардейской, 53-й и 69-й армий вышли на рубеж (иск.) Глубокий, Яценки, (иск.) Кобеляки и находились от Днепра в 40-70 км. К этому же времени войска 7-й гвардейской, 57-й и 46-й армий вышли непосредственно к Днепру на фронте Переволочная, Николаевка, Горяновские. Таким образом, среднесуточный темп продвижения соединений фронта составлял 15-20 км.
Противник, стремясь обеспечить переправу своих частей в районе Кременчуга, продолжал оказывать упорное сопротивление войскам 53-й армии, которая вела бой на рубеже Суки, Романюхи, Паськи.
К исходу 28 сентября 53-я армия к исходу дня своими правофланговыми частями вела бой за переправы через р. Псёл, а на левом фланге главными силами вышла на восточный берег Днепра на участке устье р. Псёл, Дробецковка.
В течение 29 сентября 53-я армия овладела городом Кременчуг и правофланговыми соединениями вышла на восточный берег Днепра. Левофланговые части армии овладели о. Крячок и островами с отм. 65,7, 60,9.
53-я армия в ночь на 1 октября форсировала Днепр частями двух стрелковых дивизий, захватила небольшой плацдарм в районе юго-восточнее Чикаловки и в течение дня вела бой за этот населённый пункт.

### Нижнеднепровская стратегическая операция:Знаменская наступательная операция
В октябре-ноябре 1943 года дивизия вела оборонительные бои в районе Зыбкое—Приутовка, и с 20 ноября, после перегруппировки, перешла в наступление. В этот период части дивизии вели ожесточённые бои в районе Александрии и Знаменки, которые продолжались до 10 декабря.

### Корсунь-Шевченковская операция
[24.01.1944 г.] 214 сд в прежнем районе сосредоточения /роща зап. Еразмовки, зап. окр. Еразмовки/…
[25.01.1944 г.] 214 сд иметь к утру на рубеже — Россоховатка, выс. 203.5, где организовать ПТ. оборону, имея на выс. 203.5 33 ИПТАП, у Россоховатка один ИПТАП. Все танки 189 ТП собрать в кулак и вместе с частями 89 сд нанести удар на выс. 221.[?] с целью выпустить левый фланг 75 ск. …
[26.01.1944 г.] 75 ск — 214 сд /вошла в состав корпуса 26.1.44 г./ зап. окр. Россоховатка. …
[27.01.1944 г.] 75 ск — 214 сд в 461 мп продолжать наступление в направлении Константиновка с ближайшей задачей выйти на дорогу Юзефовка — Каменоватка и к исходу дня овладеть Константиновка. …

— Журнал боевых действий 53 А за январь 1944 г.

[02.02.1944 г.] 214 сд — на прежних рубежах.
[03.02.1944 г.] 214 сд — положение прежнее.
[04.02.1944 г.] 214 сд занимает рубеж: сев. скаты выс. 201,7, сев. зап. скаты выс. 218,2.
[05.02.1944 г.] Командарм приказал 214 сд с 18.00 5.2.44 г. передать в состав 48 СК из 26 СК /Исх.№-574 от 5.2.44 г./

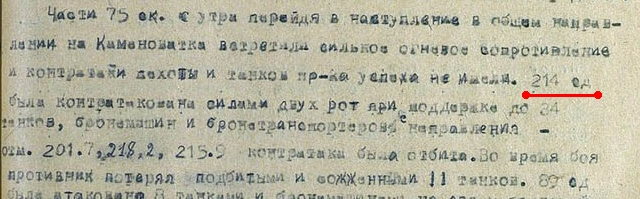
Журнал боевых действий 53 А за январь 1944 г. стр. 61

214 сд — /иск/ вост. выступ [нп] Тишковка, 1 клм. юго-зап. южн. окр. [нп] Писаревка сев. скаты выс. 218,2.
— Журнал боевых действий 53 А за февраль 1944 г.

### Уманско-Ботошанская операция
В марте 1944 г. территорию района освобождали войска 5-й гвардейской армии генерал-лейтенанта А. С. Жадова и 5-го гвардейского казачьего кавалерийского корпуса под командованием генерал-майора А. Г. Селиванова. За с. Великая Мечетня сражались три стрелковые дивизии. Первой с 20 на 21 марта форсировала Южный Буг 214-я стрелковая дивизия, которая до 26 марта вела ожесточенные бои в районе с. Великая Мечетня.— Книга памяти Кривоозерского района Николаевской области

Фронт войск 33-го гвардейского стрелкового корпуса, наступающих на интересующем нас участке фронта, выглядел так: в направлении на город Ананьев действовала 9-я гвардейская воздушно-десантная дивизия, на село Гандрабуры — 214-я стрелковая дивизия и на село Липецкое — 14-я гвардейская стрелковая дивизия.— Весна 1944 года. Освобождение села Гандрабуры. Парфентьев В.Е.

### Нижне-Силезская наступательная операция
Сражение за Лаубан
7-й гв. танковый корпус 3-й гв. танковой армии вышел к реке Квейс в районе г. Лаубан (Любань, Польша), но встретил сильное огневое сопротивление с левого берега реки и не смог форсировать её. По указанию командующего армией командир корпуса генерал-майор С. А. Иванов направил 54-ю и 55-ю гвардейские танковые бригады на переправы через реку Квейс в полосе действий 6-го гвардейского танкового корпуса в район Нойдорфа. Предполагалось, что таким манёвром можно будет обойти Лаубан с севера и ударом с северо-запада во взаимодействии с наступавшими с востока 56-й гв. танковой и 23-й гв. мотострелковой бригадами и северо-востока частями 52 армии (254-я и 214-я стрелковые дивизии) овладеть им.
К 8 часам 17 февраля 54-я и 55-я гвардейские танковые бригады переправились через реку Квейс и вышли в район Нойдорфа, где были встречены сильным огнём танков противника и вынуждены были перейти к обороне на южной окраине Нойдорфа. 56-я гв. танковая и 23-я гв. мотострелковая бригады в течение 17 февраля, преодолевая огневое сопротивление противника, медленно продвигались к восточной окраине Лаубана. Город обороняли боевые группы 6-й народно-гренадерской и 17-й танковой дивизий.
В течение 18-21 февраля в Лаубане завязались ожесточённые уличные бои, противник оборонял каждый дом, широко применяя против наступающих танков фаустпатроны, так же в распоряжении обороняющихся имелись истребителей танков «Хетцер» и Pz.IV/70(V).
Чтобы сломить сопротивление противника в Лаубане, против него были развернуты 51-я и 53-я гв. танковые бригады 6-го гвардейского танкового корпуса, часть сил 9-го механизированного корпуса. Наступающие на Лаубан части были усилены 16-й самоходно-артиллерийский бригадой, 57-м гв. тяжёлым танковым полком и несколькими артиллерийскими и миномётными полками. Вскоре танкистов догнала пехота. 22 февраля в полосу наступления танковых бригад были выдвинуты 254-я и 214-я стрелковые дивизии 52-й армии.
Однако бои приобрели затяжной характер. Под Лаубан были переброшены дивизия «Сопровождение фюрера» и «Гренадеры фюрера» из Померании и 21-я танковая дивизия из района Кюстрина. На базе управления XXIV танкового корпуса была образована так называемая группа Неринга в составе LVII и XXXIX танковых корпусов. В первый вошли. Во второй — боевая группа 6-й народно-гренадерской дивизии.
В ночь 2 марта части противника под Лаубаном от обороны перешли к контрнаступлению. Оно было построено на традиционной идее удара по флангам по сходящимся направлениям, в обход Лаубана с севера и с юга. Северное крыло наступления образовывал XXXIX танковый корпус генерала Декера (боевая группа 17-й танковой дивизии, дивизия «Гренадеры фюрера» и части 21-й танковой дивизии), а южное — LVII танковый корпус генерала Кирхнера (408-я дивизия, 103-я танковая бригада, 8-я танковая дивизия и дивизия «Сопровождение фюрера»). Они должны были соединиться на шоссе Герлиц — Бунцлау. В центре «канн» оборонялась 6-я народно-гренадерская дивизия.
Северная ударная группировка противника в течение 4-5 марта потеснила советские части на участке Хеннерсдорф, Штайберсдорф, форсировала реку Квейс и вышла в район Логау (на берегу Квейса к северу от Лаубана). Южная ударная группировка пробилась через боевые порядки 9-го механизированного корпуса и вышла в район Зайферсдорф — Нойланд. До соединения двум немецким клешням оставалось всего несколько километров. Оценив сложившуюся обстановку командующий фронтом отдал приказ на вывод войск из Лаубана и к утру 6 марта танковые бригады были выведены в полосу обороны 214-й стрелковой дивизии 52-й армии на рубежах в 5-6 км севернее и сев.-вост. Лаубана: Шлезиш-Хаугсдорф — выс. 250,9 («Серебряная» — Silber-Berg) — выс. 255,6 — Альт-Нойланд. Немецкое контрнаступление было остановлено и вплоть до 18 марта дивизия отбивала многочисленные атаки противника.

### Берлинская наступательная операция:Баутцен-Вайсенбергское сражение
16 апреля 1945 г. ударная группировка 1-го Украинского фронта начала наступление на Берлин. Её прикрытие с юга осуществлялось ударом в общем направлении Баутцен, Дрезден силами 52-й армии и 2-й польской армии.
Правофланговые дивизии 52-й армии (254-я и 50-я стрелковые дивизии 73-го корпуса и 373-я стрелковая дивизия 78-го корпуса) форсировали р. Нейсе и к 11.30 полностью переправились на западный берег реки. К концу дня наступающие прорвали главную полосу обороны немцев на глубину до 10 км. В 15.00 в прорыв был введён 7-й гвардейский механизированный корпус, что позволило, прорвав тыловой рубеж обороны противника, уже к 10 часам 18 апреля ворваться в Буххольц и завязать бой на восточной окраине Вайсенберга.
Ввиду большого темпа наступления механизированных частей, они все дальше отрывались от основных сил 52-й армии. С рассветом 19 апреля части 7-го гв. механизированного корпуса и 254-й стрелковой дивизии (единственная дивизия, которая поддержала темп наступления танкистов), охватив Баутцен с северо-запада, востока и юга, начали штурм города.
Тем временем левофланговые соединения ударной группировки 52-й армии (213, 50 и 111-я стрелковые дивизии) попали под мощный немецкий контрудар в районе Кодерсдорфа. Перешедшим в контрнаступление дивизии «Герман Геринг» и 20-й танковой дивизии из района города Гёрлица удалось потеснить части 52-й армии на 3-4 км.
Поскольку 73-й стрелковый корпус застрял в районе Кодерсдорфа, командующий 52-й армией генерал-полковник К. А. Коротеев принял решение выдвинуть вперед 48-й стрелковый корпус З. З. Рогозного с левого фланга армии.

«21 апреля вслед за другими соединениями 48-го стрелкового корпуса последовала 214-я стрелковая дивизия, перевозившаяся автотранспортом в район Ниски. К утру 22 апреля на фронте 52-й армии сложилась следующая обстановка. 214, 116 и 111-я стрелковые дивизии вели бои на рубеже Шпройц, Енкедорф, кол. Вильгельминенталь, окаймляя правый фланг немецкого вклинения».— "Берлин 45-го: Сражение в логове зверя", Исаев А.В.

## Дивизией командовали
- Бирюков, Николай Иванович (25.12.1941 — 02.06.1943), генерал-майор;
- Демин, Павел Петрович (04.06.1943 — 01.08.1943), генерал-майор;
- Бровченко, Яков Ипатьевич (02.08.1943 — 08.10.1943), полковник;
- Жуков, Григорий Никитич (09.10.1943 — 06.02.1944), полковник;
- Карпухин, Василий Дмитриевич (07.02.1944 — 17.02.1944), генерал-майор;
- Жуков, Григорий Никитич (18.02.1944 — 11.05.1945), генерал-майор.

## Состав дивизии
- 776[15], 780 и 788 стрелковые полки,
- 683 артиллерийский полк,
- 20 отдельный истребительно-противотанковый дивизион,
- 302 разведывательная рота,
- 403 сапёрный батальон,
- 603 отдельный батальон связи (1453 отдельная рота связи),
- 364 медико-санитарный батальон,
- 530 отдельная рота химзащиты,
- 263 автотранспортная рота,
- 446 полевая хлебопекарня,
- 911 дивизионный ветеринарный лазарет,
- 1682 полевая почтовая станция,
- 1088 полевая касса Госбанка

## Боевой период
- 12.07.1942 — 09.02.1943 гг. Сталинградская оборонительная операция, Операция "Уран", Операция «Кольцо» (1943)
- 09.07.1943 — 05.09.1944 гг. Белгородско-Харьковская наступательная операция, Полтавско-Кременчугская операция, Кировоградская наступательная операция, Корсунь-Шевченковская операция, Уманско-Ботошанская операция
- 30.10.1944 — 11.05.1945 гг. Сандомирско-Силезская операция, Нижне-Силезская наступательная операция, Берлинская наступательная операция: Баутцен-Вайсенбергское сражение, Пражская операция

## Награждения
| Награда (Наименование)                  | Кем награждена                                                 | За что награждена |
| --------------------------------------- | -------------------------------------------------------------- | --- |
| почётное наименование «Кременчугская»   | № 26 от 29.09.1943 г.                                          | за отличие в боях за освобождение города Кременчуг |
| почётное наименование «Александрийская» | № 47 от 06.12.1943 г.                                          | за отличие в боях за освобождение города Александрия |
| Орден Красного Знамени                  | 10.12.1943 г.                                                  | за образцовое выполнение боевых заданий командования на фронте борьбы с немецкими захватчиками и проявленные при этом доблесть и мужество.(за освобождение города Знаменка?)                                                                                |
| Орден Богдана Хмельницкого II степени   | Указ Президиума Верховного совета СССР от 19 февраля 1945 года | награждена указом Президиума Верховного Совета СССР от 19 февраля 1945 года за образцовое выполнение заданий командования в боях с немецкими захватчиками, за овладение городами Ченстохова, Пшедбуж и Радомско и проявленные при этом доблесть и мужество. |
| Орден Суворова II степени               | Указ Президиума Верховного совета СССР от 19 февраля 1945 года | награждена указом Президиума Верховного Совета СССР от 19 февраля 1945 года за образцовое выполнение заданий командования в боях при прорыве обороны немцев западнее Сандомира и проявленные при этом доблесть и мужество.                                  |

## Подчинение
| Период        | Фронт (округ)                  | Армия                 | Корпус           | Примечания |
| ------------- | ------------------------------ | --------------------- | ---------------- | --- |
| 13.12.1941 г. | Южно-Уральский ВО              | -                     | -                | г. Уфа |
| 12.04.1942 г. | Резерв Ставки ВГК              | 1-я Резервная Армия   | -                | Директива Ставки ВГК № 170232 от 12.04.1942 г.; Директива Ставки ВГК № 170241 от 12.04.1942 г.; Директива Ставки ВГК № 170242 от 12.04.1942 г. - ст. Узловая, г. Сталиногорск |
| 10.07.1942 г. | Сталинградский фронт           | 64-я армия            | -                | Директива Ставки ВГК № 994103 от 09.07.1942 г. |
| 07.08.1942 г. | Юго-Восточный фронт            | 64-я армия            | -                | Директива Ставки ВГК № 1705 от 05.08.1942 г. (о разделении Сталинградского фронта); Боевой приказ № 001/ОП Штаба ЮВФ от 07.08.1942 г.                                         |
| 11.08.1942 г. | Юго-Восточный фронт            | Резерв ЮВФ            | -                | Оперативная директива № 006/ОП Штаба ЮВФ от 11.08.1942 г. |
| 17.08.1942 г. | Сталинградский фронт           | 62-я армия            | -                | Боевой приказ № 00289/ОП Штаба Стал. Ф от 17.08.1942 г. |
| 18.08.1942 г. | Сталинградский фронт           | 4-я танковая армия    | -                | Боевой приказ Штаба 62 А от 18.08.1942 г. |
| 08.10.1942 г. | Донской фронт                  | 1-я гвардейская армия | -                | Боевое распоряжение 4 ТА № 0125 от 01.10.1942 г. — нп. Паньшино |
| 14.10.1942 г. | Донской фронт                  | 24-я армия            | -                | Приказ Донского фронта — нп. Паньшино |
| 28.11.1942 г. | Донской фронт                  | Резерв 24-й армии     | -                | Приказ Командарма 24 А № 030/ОП от 28.11.1942 г. — вост. окр. нп. Паньшино |
| 01.01.1943 г. | Донской фронт                  | 65-я армия            | -                | оперативное подчинение |
| 05.02.1943 г. | Донской фронт                  | 64-я армия            | -                | Директива Ставки ВГК № 46053 от 05.02.1943 г. |
| 25.02.1943 г. | Резерв Западного фронта        | -                     | -                | Директива Ставки ВГК № 46055 от 25.02.1943 г. |
| 28.02.1943 г. | Резерв Ставки ВГК              | 24-я армия            | -                | Директива Ставки ВГК № 46060 от 28.02.1943 г. район сосредоточения Валуйки |
| 11.03.1943 г. | Резервный фронт                | 24-я армия            | -                | Директива Ставки ВГК № 30071 от 11.03.1943 г. |
| 01.05.1943 г. | Резерв Ставки ВГК- Степной ВО  | 53-я армия            | -                | - |
| 01.07.1943 г. | Резерв Ставки ВГК- Степной ВО  | 53-я армия            | -                | - |
| 01.08.1943 г. | Степной фронт                  | 53-я армия            | -                | - |
| 01.09.1943 г. | Степной фронт                  | 53-я армия            | -                | - |
| 19.09.1943 г. | Степной фронт                  | 53-я армия            | 75-й СК          | - |
| 17.10.1943 г. | 2-й Украинский фронт           | 5-я гв. армия         | 32-й гв. СК      | оперативное подчинение. Приказ № 00729 ОП 16.10.43 г. — район ГРИГОРО-БРИГАДИРОВКА, ДВОРНИКОВА                                                                                |
| 21.10.1943 г. | 2-й Украинский фронт           | 5-я гв. армия         | 33-й гв. СК      | оперативное подчинение. Боевое распоряжение № 00199 ОП 20.10.43 г. — район Круто-Яровка                                                                                       |
| 24.10.1943 г. | 2-й Украинский фронт           | 5-я гв. армия         | 32-й гв. СК      | район к-за Шевченко |
| 10.12.1943 г. | 2-й Украинский фронт           | 53-я армия            | 48-й СК          | нп. Константиновка — 1 км зап. нп. Суботцы, выс. 181,1, выс. 118,6, зап. нп. Ново-Романовка, вост. скаты выс. 182,6.                                                          |
| 17.12.1943 г. | 2-й Украинский фронт           | 53-я армия            | 75-й СК          | нп. Константиновка — 1 км зап. нп. Суботцы, выс. 181,1, выс. 118,6, зап. нп. Ново-Романовка, вост. скаты выс. 182,6.                                                          |
| 30.12.1943 г. | 2-й Украинский фронт           | 5-я гв. армия         | 32-й гв. СК      | Боевое распоряжение 53 А № 5672/Ш от 29.12.1943 г. — зап. окр. Суботцы, отм. 181,1, сев. скаты отм. 178,5, сев зап. окр. Ново-Романовка, вост. скаты выс. 192,6.              |
| 26.01.1944 г. | 2-й Украинский фронт           | 53-я армия            | 75-й СК          | Журнал боевых действий 53 Армии за январь 1944 г. оп.10057, д.405 — с. Россоховатка, Кировоградская обл., Украинская ССР                                                      |
| 01.02.1944 г. | 2-й Украинский фронт           | 53-я армия            |                  | - |
| 05.02.1944 г. | 2-й Украинский фронт           | 53-я армия            | 48-й СК          | Приказ Команарма № 574 от 05.02.1944 г. |
| 14.02.1944 г. | 2-й Украинский фронт           | 5-я гв. армия         | 48-й СК          | Приказ Команарма № 796 от 14.02.1944 г. |
| 01.03.1944 г. | 2-й Украинский фронт           | 5-я гв. армия         | 48-й СК          | - |
| 18.03.1944 г. | 2-й Украинский фронт           | 5-я гв. армия         | 33-й гв. СК      | с 21.00 вышла из состава 48 СК и вошла в состав 33 ГСК — Липняги, Капитановка                                                                                                 |
| 04.05.1944 г. | 2-й Украинский фронт           | 5-я гв. армия         | 75-й СК          | опушка «Квадратной» рощи — дорога с посадкой (1668а) — зап. Делакеу |
| 07.05.1944 г. | 2-й Украинский фронт           | 5-я гв. армия         | Армейский резерв | Боевое распоряжение № 00115/ОП от 7.5.1944 г. Штарма 5 гв. А — переправа через р. Днестр в районе Красный Кут                                                                 |
| 04.06.1944 г. | Резерв 2-го Украинского фронта | -                     | -                | Приказ 2 Укр. фронта № 00394 от 4.6.1944 г. — лес зап. нп. Редений, Румыния                                                                                                   |
| 28.06.1944 г. | 2-й Украинский фронт           | фронтовое подчинение  | 27-й гв. СК      | Приказ 2-го Укр. фронта — балки юг.-зап. 1,5 км нп. Кишкарений-Векь, Румыния                                                                                                  |
| 31.08.1944 г. | 2-й Украинский фронт           | фронтовое подчинение  | 27-й гв. СК      | В подчинении штаба фронта |
| 02.09.1944 г. | Резерв Ставки ВГК              | 52-я армия            | 78-й СК          | - |
| 01.11.1944 г. | 1-й Украинский фронт           | 52-я армия            | 78-й СК          | - |
| 25.02.1945 г. | 1-й Украинский фронт           | 52-я армия            | 73-й СК          | - |
| 30.03.1945 г. | 1-й Украинский фронт           | 52-я армия            | 78 СК            | - |
| 21.04.1945 г. | 1-й Украинский фронт           | 52-я армия            | 48 СК            | - |
| 07.05.1945 г. | 1-й Украинский фронт           | 52-я армия            | 78 СК            | - |

## Отличившиеся воины дивизии
| Награда | Ф. И. О.                       | Должность                                                | Звание            | Дата награждения       | Примечания |
| ------- | ------------------------------ | -------------------------------------------------------- | ----------------- | ---------------------- | ---------- |
|         | Белов, Фёдор Иванович          | командир орудия 2-й батареи 683-го артиллерийского полка | старший сержант   | 10.04.1945 № 8870      | -          |
|         | Бирюков, Николай Иванович      | командир дивизии                                         | генерал-лейтенант | 28.04.1945 № 4970      | -          |
|         | Жуков, Григорий Никитич        | командир дивизии                                         | генерал-майор     | 29.05.1945 № 6069      | -          |
|         | Золототрубов, Фёдор Игнатьевич | командир орудия 683-го артиллерийского полка             | старший сержант   | 10.04.1945 № 8711      | -          |
|         | Матлаев, Емельян Иванович      | телефонист взвода связи 780-го стрелкового полка         | красноармеец      | 10.04.1945 (посмертно) | -          |
|         | Нижурин, Филипп Трофимович     | командир конного взвода 302-й отдельной разведроты       | старший сержант   | 10.04.1945 (посмертно) | -          |
|         | Орсаев, Егор Орсаевич          | командир орудия 683-го артиллерийского полка             | сержант           | 10.04.1945 № 6220      | -          |
|         | Самсонов, Иван Алексеевич      | командир взвода миномётной роты 780-го стрелкового полка | лейтенант         | 22.02.1944 (посмертно) | -          |
|         | Скобелев, Иван Алексеевич      | пулемётчик 780-го стрелкового полка                      | красноармеец      | 10.04.1945 № 7783      | -          |
|         | Спичак, Иван Иванович          | стрелок 780-го стрелкового полка                         | красноармеец      | 22.02.1944 (посмертно) | -          |
|         | Чумак, Павел Иванович          | командир отделения 780-го стрелкового полка              | сержант           | 10.04.1945             | -          |